# Kuremetsa
Kuremetsa is een plaats in de Estlandse gemeente Saaremaa, provincie Saaremaa. De plaats heeft de status van dorp (Estisch: küla), maar had al in 2011 geen inwoners meer. In 2021 werd het aantal inwoners opgegeven als ‘< 4’.
Tot in oktober 2017 lag de plaats in de gemeente Kihelkonna. In die maand ging Kihelkonna op in de fusiegemeente Saaremaa.
Ten noordwesten van Kuremetsa ligt het natuurpark Odalätsi maastikukaitseala, een karstgebied.

## Geschiedenis
Kuremetsa werd voor het eerst genoemd in 1685 onder de naam Kurre Thönnis, een boerderij op het landgoed van Pidula. In 1826 werd de plaats onder de naam Kurre genoemd als dorp. In 1977 werd Kuremetsa bij Odalätsi gevoegd; in 1997 werd het weer een zelfstandig dorp.